# Rabbula von Edessa
Rabbula von Edessa (* ca. 350 in Chalkis; † 435/36 in Edessa) war zwischen 412 und 435/436 Bischof der Stadt Edessa im syrischen Grenzgebiet des oströmischen Reiches mit dem persischen Sassanidenreich und zählt zu den „syrischen Kirchenvätern“ der syrisch-orthodoxen Kirche.

## Leben
Rabbula war der Sohn eines heidnischen Priesters, der zusammen mit Kaiser Julian Opfer dargebracht haben soll. Seine Mutter war Christin. Rabbula wurde zunächst Staatsbeamter, hatte aber auch Kontakt zu Christen. Rabbula hatte am Wallfahrtsheiligtum der Heiligen Kosmas und Damian in Kyros ein Bekehrungserlebnis. Entscheidend für seine Bekehrung waren auch die Begegnungen mit dem Eremiten Abraham und den Bischöfen Eusebios von Chalkis und Akakios von Beroia. Er unternahm anschließend eine Wallfahrt nach Palästina, wo er sich im Jordan taufen ließ. Fortan führte er ein asketisches Leben, suchte auch aktiv den Märtyrertod, der ihm allerdings nicht zuteilwurde.
Im Frühjahr 412 wurde Rabbula zum Bischof von Edessa gewählt und in Antiochia geweiht. Er organisierte das Bistum neu, eine aus seinem Pontifikat stammende Sammlung von 59 Kanones gibt Einblick in seine reformerische Tätigkeit gegenüber Priestern, Mönchen und Asketen. Außerdem grenzte sich Rabbula mit seinen Ansichten von Orthodoxie stark gegenüber (christlichen) Häretikern ab, von denen es im syrischen Raum eine Reihe von Gruppen gab: Arianer, Markioniten, Manichäer, Borborianer, Audianer, Messalianer und nicht zuletzt die Nestorianer.
Am Ende seines Pontifikats, vielleicht aber schon vor dem Konzil von Ephesos (431), engagierte sich Rabbula bei der Frage um die zwei Naturen Christi im Fahrwasser des Patriarchen Kyrill von Alexandria († 444) für die alexandrinischen Christusvorstellungen gegen den Patriarchen Nestorios von Konstantinopel († 450/51) und dessen Lehrer Theodor von Mopsuestia (ca. 350–428). Rabbula ging es dabei um die Bekämpfung der nestorianischen Lehre nicht nur in Edessa – hier wären die Theologenschule am Ort und Ibas von Edessa zu nennen –, er vertrat seinen Standpunkt auch in einem Brief an Bischof Andreas von Samosata und gegenüber den armenischen Kirchenoberen. Rabbula starb am 8. August 435 oder 436, vielleicht erlebte er noch die Verurteilung des Nestorios durch den oströmischen Kaiser Theodosius II. (408–450) am 3. August 435 mit.
Die Hauptquelle zum Leben Rabbulas ist die kurz nach seinem Tod, vermutlich zwischen 436 und 457 auf Syrisch verfasste Biografie eines anonymen Autors aus Edessa.

## Ausgaben
- Gustav Bickell (Hrsg.): Ausgewählte Schriften der syrischen Kirchenväter Aphraates, Rabulas und Isaak von Ninive. Kempten 1874 (Bibliothek der Kirchenväter 38).
- Robert R. Phenix Jr., Cornelia B. Horn (Hrsg.): The Rabbula Corpus. Comprising the „Life of Rabbula“, His Correspondence, a Homily Delivered in Constantinople, Canons, and Hymns. (Writings from the Greco-Roman World. Band 17). SBL Press, Atlanta 2017, ISBN 978-1-58983-127-8.